# Motomondiale 1951
La stagione 1951 è stata la terza del motomondiale, con l'introduzione di altri due Gran Premi (Spagna e Francia) si arrivò ad otto prove valide per il mondiale.

## Il contesto
Le modifiche principali al regolamento introdotte da questa edizione furono la limitazione della cilindrata per i sidecar a 500 cm³ e il limite minimo di partenti per far sì che una gara potesse essere considerata valida per il mondiale, tale limite fu fissato a 6 partenti (fu proprio per questo motivo che il Gran Premio motociclistico dell'Ulster in classe 125 non fu ritenuto valido).
Un'altra modifica riguardò lo schema di conteggio per la classifica finale del campionato, fermo restando il valore di punteggio assegnato ai primi 6 piloti che tagliavano il traguardo, vennero ritenuti validi solo i 5 migliori risultati sia in classe 350 che in classe 500. Dato il numero più ridotto di prove effettuato nelle altre classi, negli altri casi furono considerati validi tutti i risultati acquisiti.
Come negli altri anni le gare motociclistiche furono funestate da vari incidenti, sia in gare del mondiale che in altre, e la stagione fu particolarmente sfortunata per i colori italiani. Il 14 luglio, durante le prove per il Gran Premio di Francia, Dario Ambrosini si schiantò con la sua Benelli 250. Un mese più tardi perirono Gianni Leoni e Sante Geminiani durante le prove ferragostane per il Gran Premio dell'Ulster.

## Il calendario
| Data        | Gran Premio      | Circuito         | Vincitore 500   | Vincitore 350 | Vincitore 250     | Vincitore 125     | Vincitore sidecar               | Resoconto |
| ----------- | ---------------- | ---------------- | --------------- | ------------- | ----------------- | ----------------- | ------------------------------- | --------- |
| 8 aprile    | GP di Spagna     | Montjuïc         | Umberto Masetti | Tommy Wood    |                   | Guido Leoni       | Eric Oliver Lorenzo Dobelli     | Resoconto |
| 27 maggio   | GP di Svizzera   | Bremgarten       | Fergus Anderson | Leslie Graham | Dario Ambrosini   |                   | Ercole Frigerio Ezio Ricotti    | Resoconto |
| 6 giugno    | Tourist Trophy   | Mountain Circuit | Geoff Duke      | Geoff Duke    | Tommy Wood        | Cromie McCandless |                                 | Resoconto |
| 1º luglio   | GP del Belgio    | Spa              | Geoff Duke      | Geoff Duke    |                   |                   | Eric Oliver Lorenzo Dobelli     | Resoconto |
| 7 luglio    | GP d’Olanda      | Assen            | Geoff Duke      | William Doran |                   | Gianni Leoni      |                                 | Resoconto |
| 15 luglio   | GP di Francia    | Albi             | Alfredo Milani  | Geoff Duke    | Bruno Ruffo       |                   | Eric Oliver Lorenzo Dobelli     | Resoconto |
| 16 agosto   | GP dell’Ulster   | Clady            | Geoff Duke      | Geoff Duke    | Bruno Ruffo       | Cromie McCandless |                                 | Resoconto |
| 9 settembre | GP delle Nazioni | Monza            | Alfredo Milani  | Geoff Duke    | Enrico Lorenzetti | Carlo Ubbiali     | Albino Milani Giuseppe Pizzocri | Resoconto |

## Sistema di punteggio e legenda
| Pos.  | 1 | 2 | 3 | 4 | 5 | 6 | 7> |
| ----- | - | - | - | - | - | - | -- |
| Punti | 8 | 6 | 4 | 3 | 2 | 1 | 0  |

## Le classi

### Classe 500
| Pos. | Costruttore | Punti |
| ---- | ----------- | ----- |
| 1    | Norton      | 38    |
| 2    | Gilera      | 36    |
| 3    | AJS         | 22    |
| 4    | Moto Guzzi  | 18    |
| 5    | MV Agusta   | 7     |

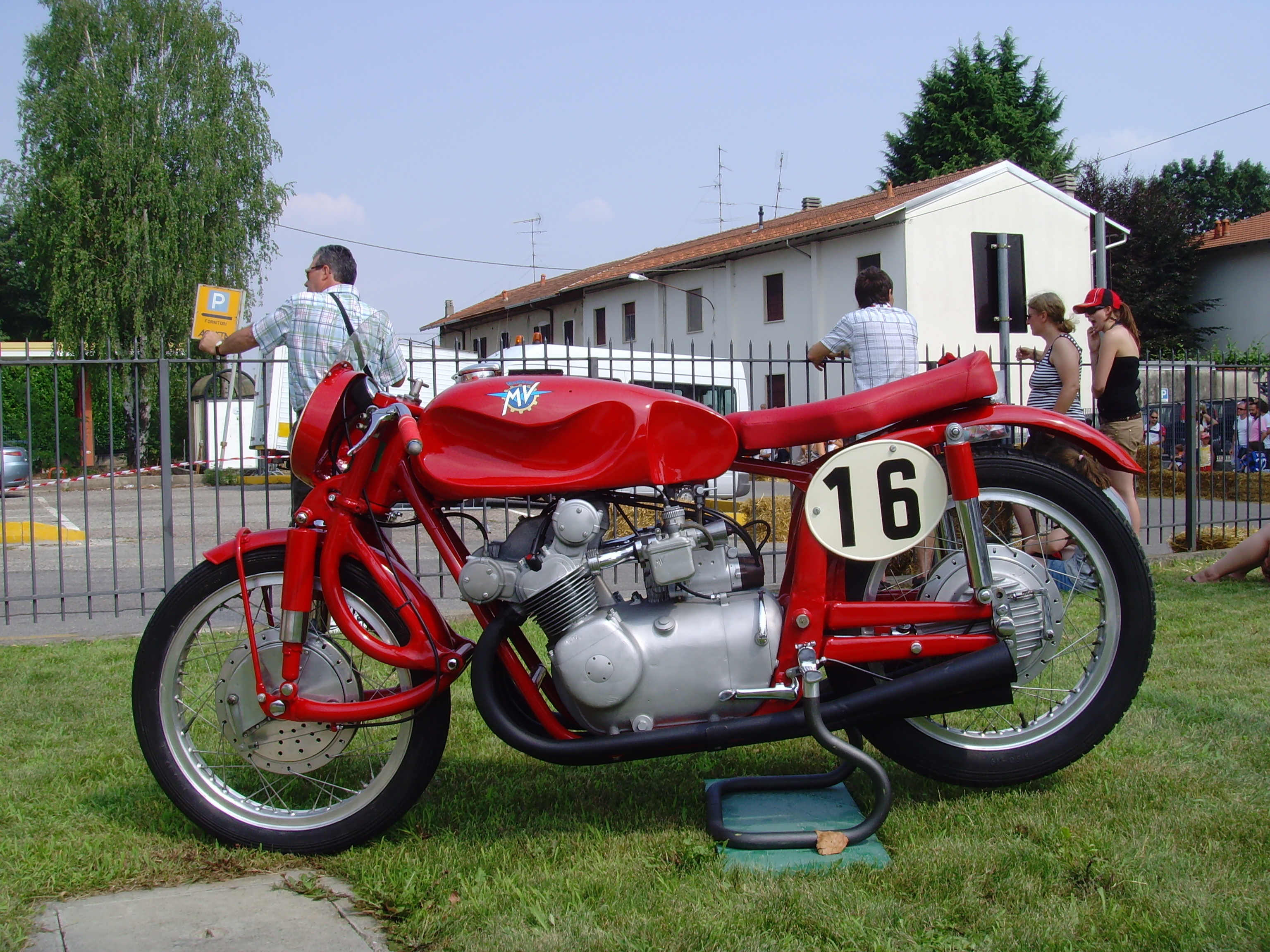
La MV Agusta 500 del 1951.

La classe 500 vide fronteggiarsi per la conquista del campionato soprattutto Norton e Gilera che con i loro piloti ufficiali, Geoff Duke per la prima, Alfredo Milani e Umberto Masetti per la seconda, occuparono nell'ordine le prime tre posizioni finali, ottenendo anche la vittoria in 7 delle 8 gare in programma. L'unica altra vittoria fu appannaggio di Fergus Anderson che si aggiudicò il GP di Svizzera in sella ad una Moto Guzzi.
Curiosamente nel GP di Spagna solo 6 piloti, quelli che ricevevano punti validi per il campionato, tagliarono il traguardo, tutti gli altri partenti si ritirarono durante la gara.
Durante l'annata registrarono punti anche la AJS di cui la miglior piazzata era condotta da Bill Doran e la MV Agusta con Carlo Bandirola come miglior pilota piazzato, al 12º posto generale.
Classifica piloti (prime 5 posizioni)
| Pos. | Pilota          | Moto   |     |     |   |     |     |   |   |   | P.ti |
| ---- | --------------- | ------ | --- | --- | - | --- | --- | - | - | - | ---- |
| 1    | Geoffrey Duke   | Norton |     | Rit | 1 | 1   | 1   | 5 | 1 | 4 | 35   |
| 2    | Alfredo Milani  | Gilera | Rit | Rit |   | 2   | 2   | 1 | 4 | 1 | 31   |
| 3    | Umberto Masetti | Gilera | 1   |     |   | 9   | Rit | 4 | 3 | 2 | 21   |
| 4    | Bill Doran      | AJS    |     |     | 2 | Rit | Rit | 2 | 6 | 6 | 14   |
| 5    | Nello Pagani    | Gilera | Rit | Rit |   | 5   | 10  | 3 | 8 | 3 | 10   |
| Pos. | Pilota          | Moto   |     |     |   |     |     |   |   |   | P.ti |

| Legenda                                                                        | 1º posto        | 2º posto        | 3º posto | A punti      | Senza punti        | Grassetto=Pole position Corsivo=Giro più veloce |
| Legenda                                                                        | Gara non valida | Non qualificato | Ritirato | Squalificato | "-" Dato non disp. | Grassetto=Pole position Corsivo=Giro più veloce |
| Fonte dei dati: motogp.com, racingmemo.free.fr, autosport.com, jumpingjack.nl. |                 |                 |          |              |                    |                                                 |

### Classe 350
| Pos. | Costruttore | Punti |
| ---- | ----------- | ----- |
| 1    | Norton      | 40    |
| 2    | Velocette   | 24    |
| 3    | AJS         | 22    |
| 4    | Moto Guzzi  | 3     |

Nella classe 350 competevano praticamente solo case motociclistiche britanniche con la Velocette, detentrice del titolo dell'anno precedente, leggermente in crisi, sopravanzata da Norton e AJS i cui piloti occuparono le prime 5 posizioni finali, con il titolo ottenuto, come in 500 da Geoffrey Duke. Duke si aggiudicò inoltre 5 degli 8 gran premi in calendario, lasciando la vittoria nei primi due gran premi ai piloti della Velocette Tommy Wood e Leslie Graham e la terza al pilota AJS Bill Doran.
Prima ancora del termine della stagione si registrò anche il ritiro dalle competizioni da parte di Bob Foster detentore del titolo piloti dell'anno precedente.
Classifica piloti (prime 5 posizioni)
| Pos. | Pilota         | Moto   |   |   |     |   |   |   |   |   | P.ti |
| ---- | -------------- | ------ | - | - | --- | - | - | - | - | - | ---- |
| 1    | Geoffrey Duke  | Norton | - | - | 1   | 1 | - | 1 | 1 | 1 | 40   |
| 2    | Bill Doran     | AJS    | - | - | Rit | 5 | 1 | 3 | 5 | 4 | 19   |
| 3    | Johnny Lockett | Norton | - | - | 2   | 2 | - | 4 | 3 | - | 19   |
| 4    | Ken Kavanagh   | Norton | - | - | Rit | - | 3 | - | 2 | 2 | 16   |
| 5    | Jack Brett     | Norton | - | - | 3   | 7 | - | 2 | 6 | 3 | 15   |
| Pos. | Pilota         | Moto   |   |   |     |   |   |   |   |   | P.ti |

| Legenda                                                                        | 1º posto        | 2º posto        | 3º posto | A punti      | Senza punti        | Grassetto=Pole position Corsivo=Giro più veloce |
| Legenda                                                                        | Gara non valida | Non qualificato | Ritirato | Squalificato | "-" Dato non disp. | Grassetto=Pole position Corsivo=Giro più veloce |
| Fonte dei dati: motogp.com, racingmemo.free.fr, autosport.com, jumpingjack.nl. |                 |                 |          |              |                    |                                                 |

### Classe 250
| Pos. | Costruttore | Punti |
| ---- | ----------- | ----- |
| 1    | Moto Guzzi  | 32    |
| 2    | Benelli     | 14    |
| 3    | Velocette   | 10    |
| 4    | Excelsior   | 1     |
| 4    | Parilla     | 1     |
| 4    | Norton      | 1     |

Diversamente dalla classe 350, nella quarto di litro le case motociclistiche italiane erano quelle più competitive e il campionato si risolse in un duello tra Moto Guzzi e Benelli con quest'ultima sfavorita dal decesso del suo pilota principale Dario Ambrosini nella terza delle 5 prove in calendario.
La vittoria iridata fu pertanto di Bruno Ruffo che precedette il compagno di squadra Tommy Wood; le vittorie andarono in 4 casi su cinque a piloti della Guzzi. La stagione si chiuse però con una polemica: Wood fu accusato di comportamento antisportivo per aver lasciato passare Enrico Lorenzetti nell'ultima prova del campionato al GP delle Nazioni, forse anche a causa di un ordine di scuderia interna da parte della Moto Guzzi; la Commissione Sportiva giudicante gli comminò in ogni caso una squalifica di un anno, successivamente ridotta ad otto mesi.

Classifica piloti (prime 5 posizioni)
| Pos. | Pilota            | Moto       |    |   |   |    |    |   |   |   | P.ti |
| ---- | ----------------- | ---------- | -- | - | - | -- | -- | - | - | - | ---- |
| 1    | Bruno Ruffo       | Moto Guzzi | NE | 2 |   | NE | NE | 1 | 1 | 3 | 26   |
| 2    | Tommy Wood        | Moto Guzzi | NE | - | 1 | NE | NE | 3 | 4 | 2 | 21   |
| 3    | Dario Ambrosini   | Benelli    | NE | 1 | 2 | NE | NE |   |   |   | 14   |
| 4    | Enrico Lorenzetti | Moto Guzzi | NE | - | 3 | NE | NE | - | - | 1 | 12   |
| 5    | Gianni Leoni      | Moto Guzzi | NE | 3 | - | NE | NE | 2 |   |   | 10   |
| Pos. | Pilota            | Moto       |    |   |   |    |    |   |   |   | P.ti |

| Legenda                                                                        | 1º posto        | 2º posto        | 3º posto | A punti      | Senza punti        | Grassetto=Pole position Corsivo=Giro più veloce |
| Legenda                                                                        | Gara non valida | Non qualificato | Ritirato | Squalificato | "-" Dato non disp. | Grassetto=Pole position Corsivo=Giro più veloce |
| Fonte dei dati: motogp.com, racingmemo.free.fr, autosport.com, jumpingjack.nl. |                 |                 |          |              |                    |                                                 |

### Classe 125
| Pos. | Costruttore | Punti |
| ---- | ----------- | ----- |
| 1    | FB Mondial  | 32    |
| 2    | Moto Morini | 14    |
| 3    | MV Agusta   | 5     |
| 4    | Montesa     | 4     |

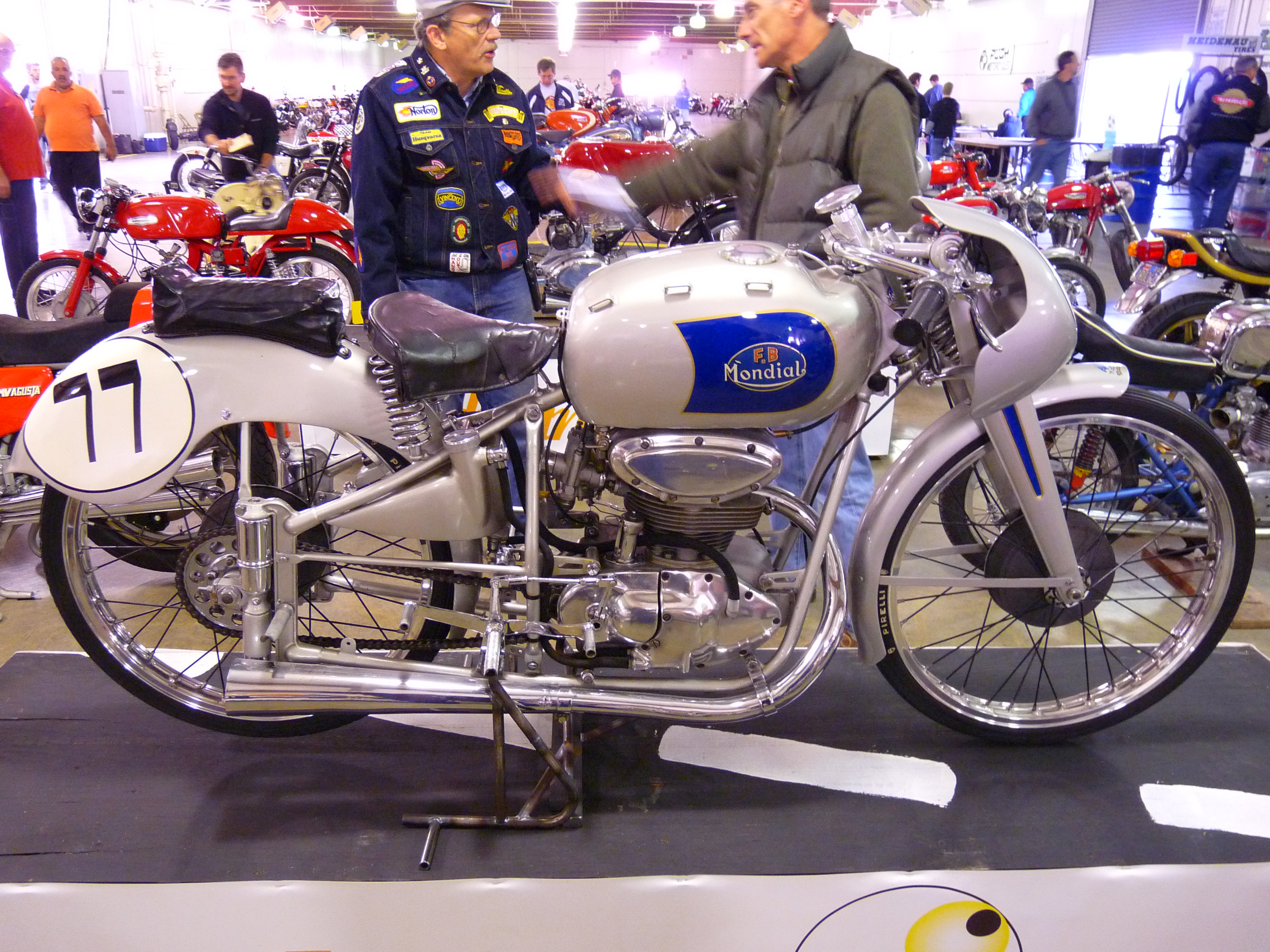
La Mondial 125.

La classe di minor cilindrata vide al via praticamente solo motociclette italiane con l'unica eccezione di alcune Montesa spagnole e tutte le vittorie, nelle 4 prove disputate, furono ottenute da piloti della FB Mondial con i primi tre posti nella classifica generale che furono rispettivamente di Carlo Ubbiali, Gianni Leoni e Cromie McCandless, tutti appunto su Mondial.
Il numero di piloti partecipanti non era però particolarmente elevato, tanto che al Gran Premio motociclistico dell'Ulster dove, diversamente dagli altri, la gara avveniva in contemporanea per le classi 125, 250 e 350 e ogni pilota poteva ovviamente scegliere una sola categoria tra queste, il numero di quelli che scelsero la 125 (solo 4) fu così ridotto da causare l'annullamento della prova stessa.
Dopo che nelle prime due edizioni del mondiale non fu presente, anche il Tourist Trophy ospitò la gara della cilindrata più bassa tra quelle in gara; in questa occasione si registrò anche la prima vittoria di un pilota non italiano nella categoria specifica.
Classifica piloti (prime 5 posizioni)
| Pos. | Pilota            | Moto        |     |    |   |    |     |    |    |   | P.ti |
| ---- | ----------------- | ----------- | --- | -- | - | -- | --- | -- | -- | - | ---- |
| 1    | Carlo Ubbiali     | FB Mondial  | 2   | NE | 2 | NE | Rit | NE | NV | 1 | 20   |
| 2    | Gianni Leoni      | FB Mondial  | -   | NE | 3 | NE | 1   | NE | NV |   | 12   |
| 3    | Cromie McCandless | FB Mondial  | -   | NE | 1 | NE | -   | NE | NV | 4 | 11   |
| 4    | Luigi Zinzani     | Moto Morini | Rit | NE | - | NE | 2   | NE | NV | 3 | 10   |
| 5    | Guido Leoni       | FB Mondial  | 1   | NE |   | NE |     | NE | NV |   | 8    |
| Pos. | Pilota            | Moto        |     |    |   |    |     |    |    |   | P.ti |

| Legenda                                                                        | 1º posto        | 2º posto        | 3º posto | A punti      | Senza punti        | Grassetto=Pole position Corsivo=Giro più veloce |
| Legenda                                                                        | Gara non valida | Non qualificato | Ritirato | Squalificato | "-" Dato non disp. | Grassetto=Pole position Corsivo=Giro più veloce |
| Fonte dei dati: motogp.com, racingmemo.free.fr, autosport.com, jumpingjack.nl. |                 |                 |          |              |                    |                                                 |

### Classe sidecar
| Pos. | Costruttore | Punti |
| ---- | ----------- | ----- |
| 1    | Norton      | 30    |
| 2    | Gilera      | 28    |
| 3    | Triumph     | 6     |
| 4    | BMW         | 2     |
| 5    | F.N.        | 1     |

Tra le motocarrozzette la competizione fu tra Eric Oliver su Norton e Ercole Frigerio su Gilera con il primo che ebbe la meglio grazie a 3 vittorie sulle 5 prove in calendario e che riuscì così a bissare il titolo ottenuto già l'anno precedente con Lorenzo Dobelli quale passeggero.

Classifica equipaggi (prime 5 posizioni)
| Pos. | Pilota                          | Moto   |   |   |    |   |    |   |    |   | P.ti |
| ---- | ------------------------------- | ------ | - | - | -- | - | -- | - | -- | - | ---- |
| 1    | Eric Oliver/Lorenzo Dobelli     | Norton | 1 | 5 | NE | 1 | NE | 1 | NE | 2 | 30   |
| 2    | Ercole Frigerio/Ezio Ricotti    | Gilera | 2 | 1 | NE | 2 | NE | 2 | NE | - | 26   |
| 3    | Albino Milani/Giuseppe Pizzocri | Gilera | 3 | 2 | NE | 6 | NE | - | NE | 1 | 19   |
| 4    | Peter 'Pip' Harris/Neil Smith   | Norton | - | - | NE | 3 | NE | - | NE | 3 | 8    |
| 5    | Jean Murit/André Emo            | Norton | - | - | NE | - | NE | 3 | NE | 6 | 5    |
| Pos. | Pilota                          | Moto   |   |   |    |   |    |   |    |   | P.ti |

| Legenda                                                                        | 1º posto        | 2º posto        | 3º posto | A punti      | Senza punti        | Grassetto=Pole position Corsivo=Giro più veloce |
| Legenda                                                                        | Gara non valida | Non qualificato | Ritirato | Squalificato | "-" Dato non disp. | Grassetto=Pole position Corsivo=Giro più veloce |
| Fonte dei dati: motogp.com, racingmemo.free.fr, autosport.com, jumpingjack.nl. |                 |                 |          |              |                    |                                                 |